# Lungarno Pecori Giraldi
Il lungarno Pecori Giraldi è quel tratto della sponda nord dei lungarni fiorentini che va da piazza Piave al viale Giovanni Amendola e il lungarno del Tempio.

## Storia e descrizione
Il tratto era precedentemente parte del lungarno della Zecca Vecchia, così come della Zecca Vecchia si diceva anche la piazza oggi intitolata Piave. L'attuale titolazione, in ricordo del comandante della Prima armata nella prima guerra mondiale Guglielmo Pecori Giraldi (1856-1941), fu deliberata dal consiglio comunale nel luglio del 1953.
Il tratto è fortemente caratterizzato dal complesso della caserma Antonio Baldissera, costruita entro il 1909 sull'area che il piano di Giuseppe Poggi per Firenze Capitale (1865-1871) aveva destinato a un grande parterre verde, con bagni pubblici e stabilimenti sportivi e ricreativi da ospitare in un edificio posto proprio dal lato del lungarno.
Sull'altro lato si stende un parco lungo l'Arno, intitolato al 19º Reggimento di artiglieria, medaglia d'oro al valor militare.
Per il fatto di raccordare il tracciato del lungarno con l'anello dei viali, e questi con il ponte di San Niccolò in direzione degli ingressi autostradali della zona Firenze-sud, la strada è segnata da un traffico veicolare oltremodo elevato, spesso reso congestionato in ragione della destinazione a zona di sosta per pullman turistici del lato della carreggiata prospiciente l'Arno.

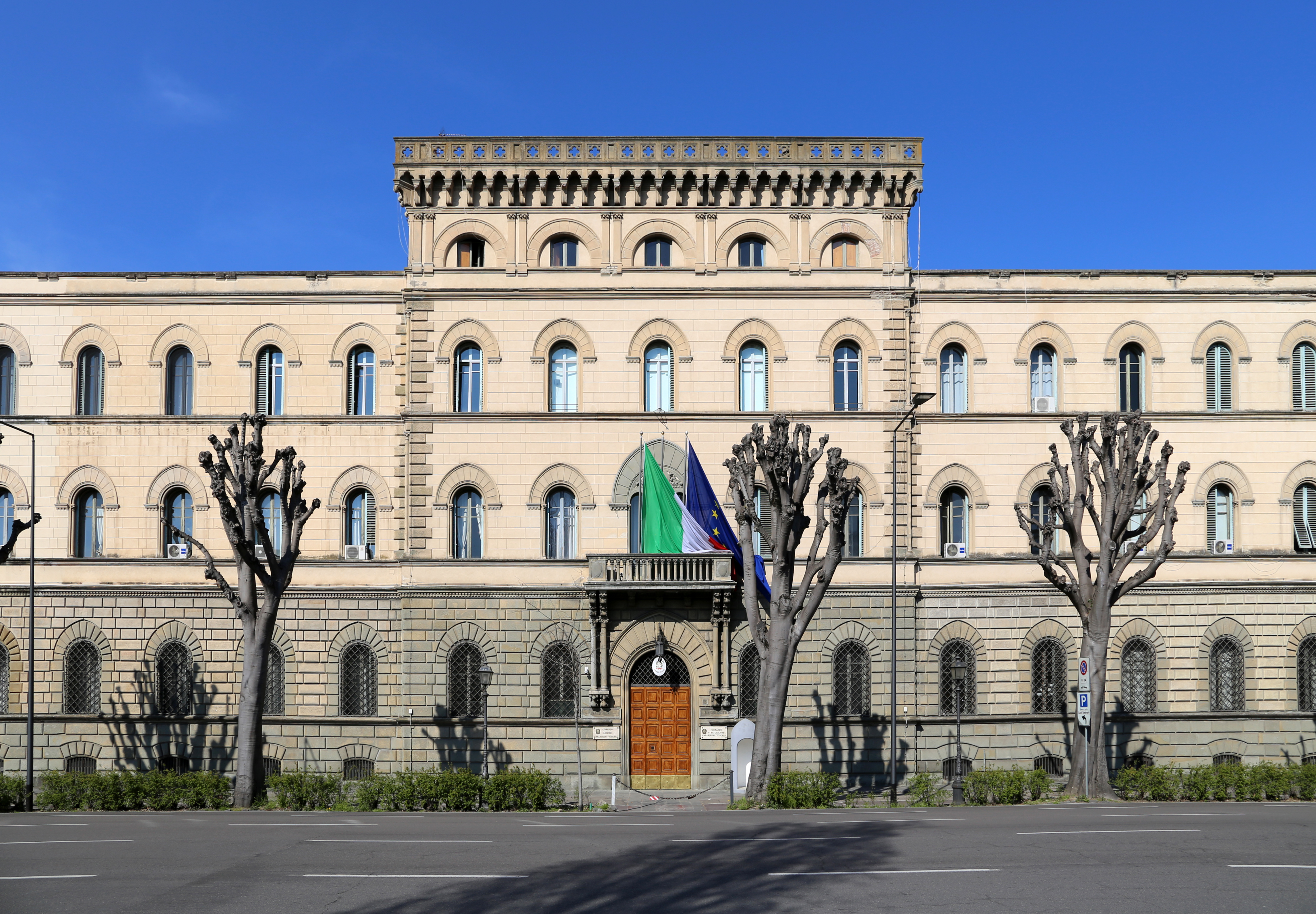
La Caserma Baldissera
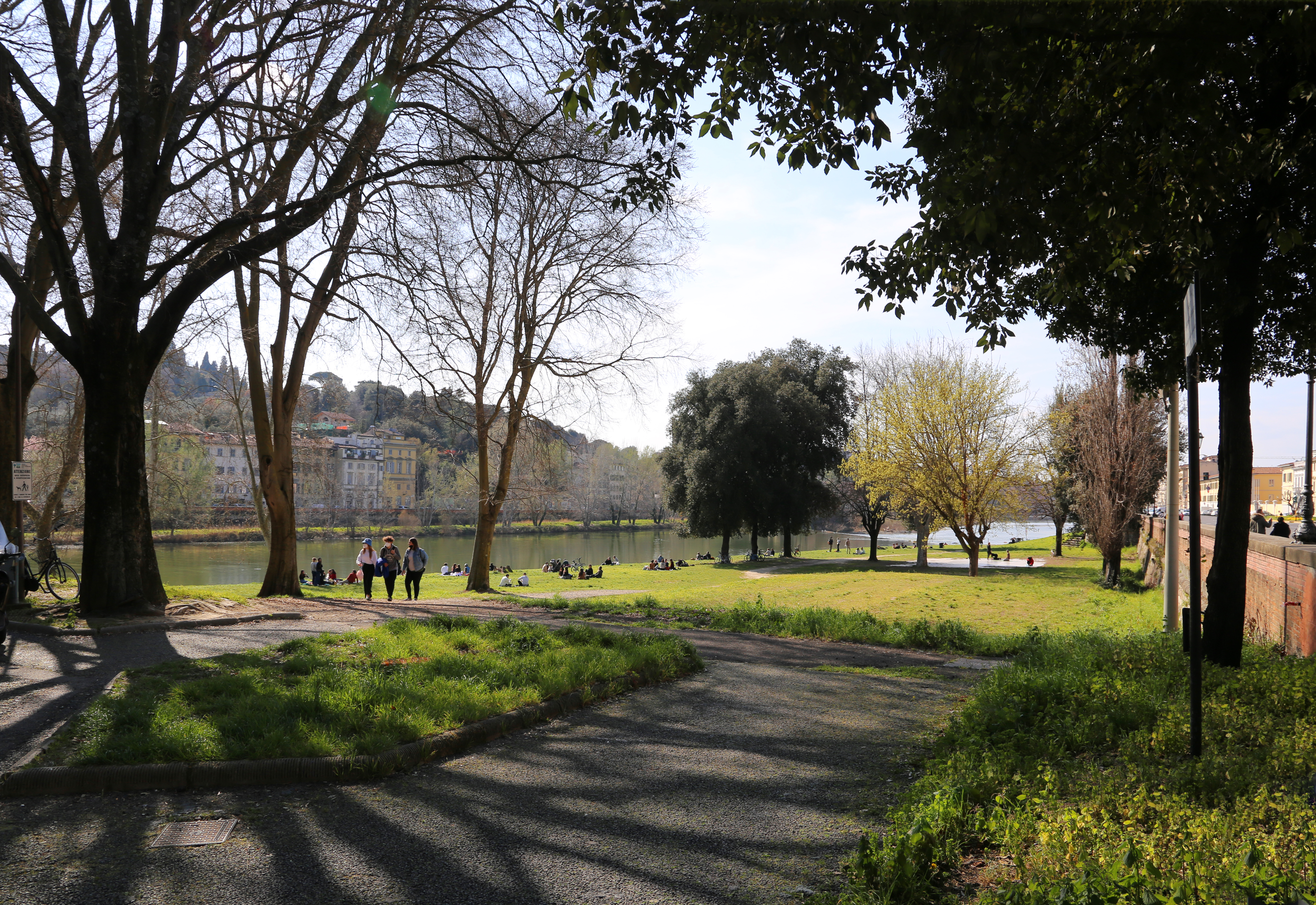
Il parco fluviale "19º Reggimento di Artiglieria"